# 北极殿及武帝庙
北极殿及武帝庙，位于中国广东省中山市大涌镇安堂村，并联两座，始建于清代道光二十年(1840年)，1875年、1995年两次重修。建筑坐南向北，深两进，占地面积215平方米。1990年12月，列入中山市文物保护单位。